# Bois-Jérôme-Saint-Ouen
Bois-Jérôme-Saint-Ouen är en kommun i departementet Eure i regionen Normandie i norra Frankrike. Kommunen ligger i kantonen Écos som tillhör arrondissementet Les Andelys. År 2022 hade Bois-Jérôme-Saint-Ouen 744 invånare.

## Befolkningsutveckling
Antalet invånare i kommunen Bois-Jérôme-Saint-Ouen
Referens:INSEE